# Saint Charles (Missouri)
Saint Charles ist laut Volkszählung 2020 des US Census Bureaus eine Stadt mit 70.493. Einwohnern im US-Bundesstaat Missouri. Sie liegt 30 km nordwestlich von St. Louis in deren Ballungsraum und ist Hauptstadt des St. Charles County.

## Geschichte
Saint Charles, gegründet 1769, ist eine der ältesten Städte westlich des Mississippi. Der Name ist die englische Form von San Carlos Borromeo. Diesem italienischen Heiligen war die erste Kirche geweiht, welche spanische Siedler Ende des 18. Jahrhunderts hier errichtet hatten. Von 1821 bis 1826 war die Stadt erste offizielle Hauptstadt von Missouri. Davon zeugt in der Gegenwart noch die First Missouri State Capitol State Historic Site.
In Saint Charles liegt auch der Anfang des Katy Trail State Park, einer 360 km langen Wanderstrecke auf einer ehemaligen Bahntrasse.

## Städtepartnerschaften
Saint Charles hat zwei Partnerstädte: die deutsche Stadt Ludwigsburg in Baden-Württemberg und die irische Stadt Carndonagh im County Donegal.

## In Saint Charles geboren
- Alice Beckington (1868–1942), Malerin
- Frederick Weygold (1870–1941), Maler, Fotograf und Ethnograf
- Jeanne Shaheen (* 1947), Politikerin der Demokratischen Partei
- Randy Voepel (* 1950), Politiker der Republikanischen Partei
- Connie Price-Smith (* 1962), Kugelstoßerin und Diskuswerferin
- John Hare (* 1976), Grafikdesigner
- Mark Buehrle (* 1979), Baseballspieler
- Brad Davis (* 1981), Fußballspieler
- Brandon Bollig (* 1987), Eishockeyspieler
- Cody Asche (* 1990), Baseballspieler
- Patrick Schulte (* 2001), Fußballspieler

## Nachweise
1. ↑  www.stcharlescitymo.gov. (abgerufen am 30. Juli 2022).
2. ↑  US Census Bureau: Search Results. Abgerufen am 30. Juli 2022 (amerikanisches Englisch).
3. ↑  Website Saint Chartles - Sister Cities Program, abgerufen am 28. Februar 2018